# Pitch Perfect
Pitch Perfect – amerykańska komedia muzyczna w reżyserii Jason Moore. Film jest luźną adaptacją książki pt. Pitch Perfect: The Quest for Collegiate A Cappella Glory, której autorem jest Mickey Rapkin. 
Film został nakręcony w 2011, w Baton Rouge w Luizjanie. 
Prapremiera filmu odbyła się 24 września 2012 w Cinerama Dome (Los Angeles), a premiera nastąpiła 28 września 2012 (dystrybucja ograniczona) na terenie Kanady i Stanów Zjednoczonych.
Pitch Perfect stał się drugim najbardziej kasowym filmem w kategorii komedia muzyczna po filmie Szkoła rocka.

## Fabuła[8]
Beca, studentka pierwszego roku na Barden University, dołącza do damskiego chóru szkolnego, The Bellas, który startuje w zawodach a capella. 

## Obsada
- Anna Kendrick jako Beca Mitchell
- Skylar Astin jako Jesse Swanson
- Anna Camp jako Aubrey Posen
- Brittany Snow jako Chloe Beale
- Rebel Wilson jako Gruba Amy
- Ester Dean jako Cynthia-Rose Adams
- Alexis Knapp jako Stacie Conrad
- Ben Platt jako Benji Applebaum
- Hana Mae Lee jako Lilly Onakuramara
- Adam DeVine jako Bumper Allen
- Utkarsh Ambudkar jako Donald
- Freddie Stroma jako Luke, kierownik stacji radiowej
- Jinhee Joung jako Kim-Il-Jin
- Christopher Mintz-Plasse jako Tommy
- John Michael Higgins jako John Smith
- Elizabeth Banks jako Gail Abernathy-McKadden
- John Benjamin Hickey jako Dr. Mitchell

## Nagrody i nominacje
| Nagroda                        | Kategoria                                      | Nominacja                                                                                      | Wynik     |
| ------------------------------ | ---------------------------------------------- | ---------------------------------------------------------------------------------------------- | --------- |
| Critics’ Choice Movie Award    | Najlepsza aktorka w komedii                    | Rebel Wilson                                                                                   | nominacja |
| Detroit Film Critics Society   | Przełomowa rola                                | Rebel Wilson                                                                                   | nominacja |
| Motion Picture Sound Editors   | Najlepsza muzyka w Muzycznym filmie fabularnym | Pitch Perfect                                                                                  | wygrana   |
| MTV Movie Awards               | Najlepsza rola przełomowa                      | Rebel Wilson                                                                                   | wygrana   |
| MTV Movie Awards               | Najlepszy muzyczny moment                      | Anna Kendrick, Rebel Wilson, Anna Camp, Brittany Snow, Alexis Knapp, Ester Dean i Hana Mae Lee | wygrana   |
| MTV Movie Awards               | Najbardziej zaskakująca scena                  | Anna Camp (Hack-Appella)                                                                       | nominacja |
| MTV Movie Awards               | Najlepsza aktorka                              | Rebel Wilson                                                                                   | nominacja |
| People’s Choice Award          | Ulubiony film komediowy                        | Pitch Perfect                                                                                  | nominacja |
| San Diego Film Critics Society | Najlepsza aktorka drugoplanowa                 | Rebel Wilson                                                                                   | nominacja |
| Teen Choice Awards             | Ulubiona komedia                               | Pitch Perfect                                                                                  | wygrana   |
| Teen Choice Awards             | Ulubiona aktorka komedii                       | Anna Kendrick                                                                                  | nominacja |
| Teen Choice Awards             | Ulubiona aktorka komedii                       | Rebel Wilson                                                                                   | wygrana   |
| Teen Choice Awards             | Ulubiony aktor komedii                         | Skylar Astin                                                                                   | wygrana   |
| Teen Choice Awards             | Ulubiona postać kradnąca sceny                 | Ben Platt                                                                                      | nominacja |
| Teen Choice Awards             | Choice Scene Stealer                           | Hana Mae Lee                                                                                   | nominacja |
| Teen Choice Awards             | Przełomowa rola kinowa                         | Adam DeVine                                                                                    | wygrana   |
| Teen Choice Awards             | Ulubiony czarny charakter                      | Adam DeVine                                                                                    | wygrana   |
| American Music Awards          | Najlepszy Soundtrack                           | Pitch Perfect                                                                                  | wygrana   |

## Ścieżka dźwiękowa
Pitch Perfect: Original Motion Picture Soundtrack został wydany cyfrowo w dniu 25 września 2012, a fizycznie 2 października 2012. Trzy utwory z albumu, w tym Cups, znalazły się na liście przebojów Billboard Hot 100. Począwszy od lipca 2013, album został sprzedany w 913 tys. egzemplarzach w Stanach Zjednoczonych, co czyni go najlepiej sprzedającym się soundtrackiem z 2013.